# En ce temps-là, l'amour...
Pour plus de détails, voir Fiche technique et Distribution.
En ce temps-là, l'amour est un film français réalisé par Irène Jouannet et sorti en 2004.

## Fiche technique
- Titre : En ce temps-là, l'amour...
- Réalisation : Irène Jouannet
- Scénario : Gilles Segal et Georges Werler, d'après la pièce de Gilles Segal
- Photographie : Dilip Varma
- Décors : Patrick Colpaert
- Son : Jean-Paul Guirado
- Montage : Zofia Menuet
- Musique : Myriam Boucris
- Production : Sophie Dulac Productions
- Pays d'origine :  France
- Durée : 80 minutes
- Date de sortie : France - 14 janvier 2004

## Distribution
- Gilles Segal : le vieil homme